# Juigalpa
Juigalpa är en kommun (municipio) i Nicaragua med 59 545 invånare (2012). Den ligger vid Nicaraguasjön i den centrala delen av landet i departementet Chontales. Juigalpa är en jordbruksbygd med omfattande boskapsskötsel.

## Geografi
Juigalpa gränsar till kommunerna San Francisco de Cuapa i norr, La Libertad och San Pedro de Lóvago i öster, Acoyapa och Nicaraguasjön i söder och Comalapa i öster.

## Historia
Juigalpa var en av de många indiansamhällen som redan existerade vid tiden för spanjorernas erövring av Nicaragua, och platsen är listad i landets första taxeringslängd från 1548.
Juigalpa blev år 1862 upphöjd från pueblo till rangen av villa. När departemented Chontales bildades 1858 utsågs Acoyapa att vara dess första huvudstad, men år 1865 flyttades huvudstaden till Juigalpa.  Huvudstaden flyttades 1866 åter till Acoyapa, för att 1877 flytta tillbaka till Juigalpa för alltid. Juigalpa blev 1879 utnämnd till stad (ciudad). 

## Religion

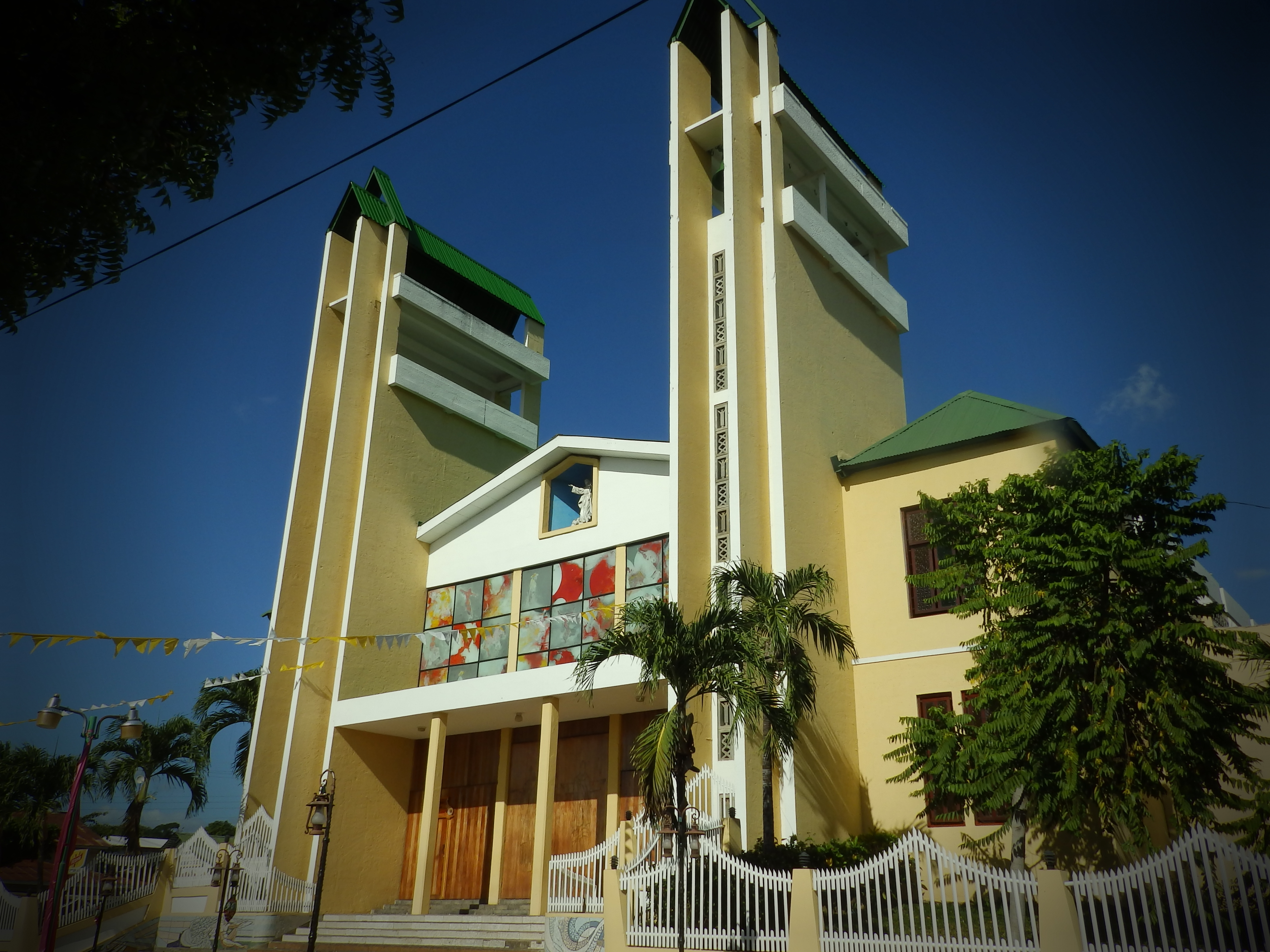
Vår Fru av Asunción katedralen

Juigalpa är biskopssäte för det katolska stift som består departementen Chontales och Río San Juan. I staden finns det en modern katedral som är helgad åt Vår Fru av Asunción. Sedan 2004 leds stiftet av biskopen Sócrates René Sándigo Jirón.

## Kända personer
- Josefa Toledo de Aguerri (1866-1962), feminist, författare, pedagog

## Bilder
|  |  |  |
|  |  |  |